# Bugzilla
Bugzilla è un bugtracker (programma per tenere traccia di errori di programmazione) general purpose (cioè non dedicato ad un solo possibile utilizzo) inizialmente sviluppato e usato dalla squadra che ha prodotto Mozilla. Pubblicato come software open source da Netscape Communications nel 1998, Bugzilla è stato adottato da varie organizzazioni per utilizzarlo come strumento per rintracciare errori (bugs) per progetti di prodotti sia open source sia proprietari.
Bugzilla è licenziato sotto Mozilla Public License.

## Utilizzo
Bugzilla necessita di un web server, tipicamente Apache, e di un database management system, tipicamente MariaDB, MySQL o PostgreSQL. I bug possono essere sottoposti al sistema da chiunque, e saranno assegnati allo sviluppatore che è stato associato al bug stesso. Vari status possono essere associati ai bug, assieme a commenti degli utenti e a degli esempi (si spera riproducibili) dell'errore stesso.
La nozione bugzilliana di bug software è molto generale; ad esempio mozilla.org lo usa anche per tenere traccia delle richieste di modifica delle funzionalità (in informatica features)

### Requisiti
Le note di rilascio come quelle per Bugzilla 2.20.1 indicano l'esatto insieme di requisiti necessari, che includono:
- un server con un database compatibile (spesso una versione di MySQL)
- un'adeguata versione di Perl 5
- un insieme di moduli Perl
- un adeguato mail transfer agent come Sendmail, qmail, Postfix, Exim o un qualsiasi server SMTP

## Caratteristiche

Il ciclo di vita di un bug Bugzilla

## Versioni
Timeline di rilascio di Bugzilla: